# На спине у чёрного кота
«На спине у чёрного кота» — белорусская комедия режиссёра Ивана Павлова, снятая на киностудии «Беларусьфильм» в 2008 году. Главные роли исполнили Михаил Жигалов, Валерий Прохоров, Александр Денисов. Слоган фильма: Сорвав крупный куш в лотерее, сельские пенсионеры отправляются в Минск. Задорная комедия о нестареющей дружбе.

## В ролях
- Михаил Жигалов — дед Лёха
- Валерий Прохоров — дед Саня
- Александр Денисов — ангел Иван (озвучивает Сергей Журавель)
- Вера Полякова — ангел Кэт
- Ольга Клебанович — Мария, жена деда Сани
- Вера Кавалерова — Антоновна
- Александр Ефремов — Барбариска
- Филипп Киркоров — камео (эпизод, где ангел Иван привозит его на лимузине)
- Вячеслав Павлють — председатель
- Сергей Савенков — участковый
- Виктория Лукашенко — внучка деда Лёхи (дебют в кино)
- Павел Вишняков — вор
- Юрий Баранов — вор
- Геннадий Фомин — Цербер
- Олеся Пуховая — продавщица в сельпо
- Максим Брагинец — свита Кэт
- Валерий Кондратьев — свита Кэт
- Григорий Соловьев — свита Кэт
- Александр Ильин — свита Кэт
- Евгений Макаров — палач
- Олег Радкевич — пилот
- Иван Шаппо — рыбак
- Дмитрий Врангель — лысый парень
- Ольга Нефёдова — кассир
- Светлана Турова — администратор
- Юлианна Михневич — жена деда Лёхи
- Олег Ткачёв — милиционер
- Георгий Гайдучик — Том Сойер
- Зинаида Пасютина — горничная
- Александр Павлов — диктор
- Светлана Боровская — диктор
- Татьяна Жданова — хозяйка
- Илья Черепко-Самохвалов — парень с BMW
- Элеонора Езерская — роскошная женщина
- Лариса Маршалова — официантка

## Съёмки
Съёмки фильма проходили с сентября 2007 по март 2008 года. Место съёмок — река Припять, Лясковичи, Житковичи, Брест и другие локации. Оператором фильма работал Андрей Герасимчик, снявший несколько эпизодов для киножурнала «Ералаш». В фильме снялась внучка президента Беларуси Александра Лукашенко — Виктория Лукашенко, которой на момент съёмок было десять лет. В одном из эпизодов фильма снялся певец Филипп Киркоров.
Название «На спине у чёрного кота» шло от сценариста Игоря Торотько, который придумал фразу: Если ехать на спине черного кота, то он вам никогда не перейдет дорогу. Фильм является последней работой Валерия Прохорова, умершего 27 марта 2008 года. Мировая премьера фильма состоялась 11 июня 2008 года. 12 июня 2008 года состоялась премьера фильма в минских кинотеатрах «Октябрь» и «Москва».

## Награды
- 2008 — Приз за сохранение национальных традиций в кино на фестивале «Золотой Бриг» (Бригантина)[7].